# Prélude, Marine et Chansons
Prélude, Marine et Chansons est une œuvre de musique de chambre de Guy Ropartz composée en 1928 à l'intention du Quintette instrumental de Paris.

## Présentation
Prélude, Marine et Chansons est un quintette écrit pour flûte, harpe et trio à cordes (violon, alto et violoncelle), composé à Strasbourg en 1928,,. 
L'œuvre est destinée et dédiée au Quintette instrumental de Paris du harpiste Pierre Jamet,. 
Pour le musicologue Michel Fleury, Prélude, Marine et Chansons constitue « une magnifique illustration de la côte du Trégorois, terre natale » du compositeur. Dans la partition, « la flûte et la harpe répondent particulièrement bien aux exigences de l'imaginaire celtique, et l'entrelacs de leurs gracieuses arabesques tisse ici les fils magiques d'un « rêve celtique » particulièrement évocateur ». 

## Structure
L'œuvre est composée de trois mouvements, :
1. Prélude – « Ben Moderato » ( = 84), à 
, à la « mélancolie rêveuse[4] », dont le thème principal, « centré autour du pôle de si, évoluant doucement du mineur vers le majeur par le jeu d'enchaînements très libres faisant la part belle à la modalité[1] », est exposé par la flûte, puis au violon et au violoncelle « sur le clapotis régulier de la harpe[1] » ;
2. Marine – « Adagietto » ( = 52), à 
, dans lequel la « harpe dessine avec discrétion et légèreté l'ondulation des flots de la mer[4] », est comme « une aquarelle en demi-teintes, dont la discrétion se renforce des sourdines aux archets [...où] la rêverie de la flûte prend son essor sur l'aquatique barcarolle égrenée à la harpe[5] » ;
3. Chansons – « Allegro giocoso » ( = 116), à 
, finale « traversé par des thèmes populaires bretons[4] » qui contraste avec les deux précédents mouvements « par sa vigueur rythmique et son joyeux entrain[5] ». Michel Fleury y relève trois chansons d'intonations populaires, dont seule la seconde est véritablement tirée du folklore breton, en mode dorien[5]. Il s'agit d'un vieux noël breton, « Peh trouz zo ar en douar » (quel est ce bruit sur la terre ?), « à l'allure dansante[3] ». La troisième, en mi bémol majeur sur un dessin en ostinato, « se distingue [en revanche] par une modulation très affirmée à la sous-dominante caractéristique des tournures celtiques[5] ».

Pour Michel Fleury, Prélude, Marine et Chansons, « miraculeux compromis de concision, de sobriété et de plénitude, [...] prend rang parmi les chefs-d'œuvre du répertoire de musique de chambre de cette époque ».

## Discographie
- avec le Trio avec piano et le Trio à cordes, par l'ensemble Stanislas : Sylvie Tournon (flûte), Béatrice Huvenne (harpe), Laurent Causse (violon), Paul Fenton (alto) et Jean de Spengler (violoncelle), Timpani 1C1118, 2006.
- Autour de la harpe, avec la Sérénade d'Albert Roussel, la Sonate pour flûte, alto et harpe de Claude Debussy, Introduction et Allegro de Maurice Ravel et le Quintette no 2 op. 223 de Charles Koechlin, Montreal Chamber Players, Jennifer Swartz (harpe), ATMA Classique ACD2 2356, 2006[6].